# Friendster
Friendster war ein 2002 gegründetes, durch die Friendster Inc. betriebenes, vor allem im englischsprachigen und asiatischen Raum beliebtes, webbasiertes soziales Netzwerk. Die Website galt bis April 2004 als größtes soziales Netzwerk im Internet, wurde dann aber durch das ebenfalls 2002 gegründete Myspace überholt, gemessen an den Seitenabrufen.
Im Oktober 2003 erfolgte eine Finanzierungsrunde über 53 Millionen US-Dollar durch Kleiner Perkins Caufield & Byers und Benchmark Capital. Im selben Jahr wurde zuvor ein Kaufangebot von Google über 30 Millionen US-Dollar abgelehnt. Im Jahr 2005 folgte eine weitere Finanzierungsrunde durch Kleiner und Benchmark Capital, wobei der Gesamtwert von Friendster wesentlich herabgestuft wurde.
2006 wurde Friendster ein 2003 beantragtes Patent über die Berechnung und Darstellung von Freundschaftsbeziehungen in sozialen Netzwerken zugesprochen, wodurch in der Presse Spekulationen aufkamen, dass sich Friendster zukünftig auf die Lizenzierung dieses Patents spezialisieren könnte.
2009 wurde Friendster von dem malaysischen Konzern für Onlinezahlungen MOL Global übernommen. Die Kaufsumme wurde offiziell zwar nicht genannt, die britische Financial Times berichtete aber, dass die Summe wohl höchstens 100 Mio. Dollar betragen haben dürfte.
Zum 28. Juni 2011 wurden im Rahmen einer Umstellung nach vorheriger Ankündigung alle Fotos, Videos, Blogs und Kommentare gelöscht. Friendster wurde als Social Gaming Platform weitergeführt, um fortan nicht mehr mit Facebook zu konkurrieren, sondern es zu ergänzen. So konnten sich User über die Schnittstelle Facebook Connect über ihr Facebook-Nutzerkonto in Friendster einloggen. Mit dem Relaunch wurde der Geschäftsbetrieb von den USA nach Malaysia, Singapur und die Philippinen verlagert. Zielgruppe waren junge asiatische Gamer weltweit.
Der Zusammenbruch von Friendster als soziales Netzwerk wurde 2013 von Garcia et al. an der Cornell University anhand riesiger Datensätze untersucht. Besonders deutlich wurde der Nutzerrückgang von 58 Millionen im Juli 2009 auf gerade mal 10 Millionen ein Jahr später. Dabei zeige sich, dass vor allem gut vernetzte Nutzer mit 67 oder mehr Verbindungen untereinander übrig blieben. Garcia vermutete, dass Änderungen in der Nutzeroberfläche und einige technische Störungen Anfang 2009 Auslöser für den starken Rückgang waren. Eine Untersuchung des Potsdam-Instituts für Klimafolgenforschung zu sozialen Netzwerken ermittelte 2016 aus der Perspektive komplexer Systeme eine Art Grenze des Zumutbaren. Diese Grenze liege bei 40 Prozent: wenn 40 Prozent der Freunde das soziale Netzwerk verlassen, empfinden Nutzer diesen Verlust als nicht mehr tragbar.
Seit 2024 ist Friendster wieder online.